# Dog box
Der Begriff Dog box wird im Autosport verwendet. Es handelt sich dabei um die Bezeichnung für ein Getriebe mit spezieller Synchronisierung.
Grundlegend muss man die verschiedenen Typen der Getriebeaufbauten erwähnen, um einen groben Überblick zu erhalten.

## Synchronisiertes H-Schaltgetriebe
Dieses ist das häufigste verbaute Getriebe in normalen straßenzugelassenen Fahrzeugen. Hierbei erfolgt die Synchronisation der Gänge über sogenannte Synchronringe, welche meist aus Messing bestehen.
Beim Einlegen eines Ganges schiebt die Schaltgabel die Schaltmuffe gegen den Synchronring, welcher dann gegen das Gangrad drückt. Dabei wirkt der Synchronring wie ein Bremsbelag und gleicht somit die Drehzahl der Eingangswelle auf den nächsten Gang an, um ihn dann sauber einlegen zu können, indem die Schaltmuffe über den Synchronring auf das Gangrad gleitet. Schaltmuffe, Synchronring und auch Gangrad sind dabei sehr filigran gefertigt und besitzen meist viele Zähne (ca. 20–30), über die der Kraftschluss hergestellt wird. Die Zähne an sich sind dabei an den Spitzen konisch angefast, um einen höheren Schaltkomfort zu erhalten. Das Verhältnis zwischen Zahn und Freiraum liegt bei ca. 50:50, sodass bei eingelegtem Gang und Kraftschluss die Zähne spielfrei ineinander sitzen.
Vorteile dieser Synchronisierung sind der hohe Komfort und die (bei gefühlvoller Schaltweise) lange Lebensdauer.
Nachteile dieser Synchronisierung:
Das Getriebe braucht Zeit, um geschaltet zu werden, die Synchronisierung verschleißt bei aggressivem Schalten sehr schnell, und die Schaltgeschwindigkeit und der Schaltkomfort sind stark temperatur- und ölviskositätsabhängig.

## Dog-Box-Getriebe
Prinzipiell kann man jedes synchronisierte H-Schaltgetriebe mit neuen Radsätzen und Schaltmuffen auf ein Dog-Box-Getriebe umbauen. Anders als weitverbreitet angenommen, wird dieses Getriebe weiterhin mit dem normalen H-Profil geschaltet. Im Wesentlichen besteht der Unterschied hingegen darin, dass die Schaltmuffe nicht mehr viele kleine Zähne besitzt, sondern meist nur 4–6 große; ebenso verhält es sich beim Gangrad. Das Verhältnis zwischen Zahn und Freiraum liegt bei ca. 30:70, um beim Schaltvorgang das Risiko von Zahn-auf-Zahn-Treffern zu vermeiden.
Der Synchronring fällt weg und somit erfolgt diese Synchronisierung schlagartig. Die Zähne greifen ineinander und der Gang „ist drin“. Die Zähne sind nicht konisch, sondern flach geformt und seitlich hinterschliffen, was bewirkt, dass sich Gangrad und Schaltmuffe unter Last „zusammenziehen“, um ein Rausspringen des Gangs zu vermeiden. Durch diese harte Art der „Synchronisierung“ ist der Verschleiß an den Kanten der „Dog-Zähne“ sehr hoch.
In günstigen Dog-Getrieben ist die Dog-Verzahnung auf das Gangrad gefertigt, was bei dessen Verschleiß einen Austausch des ganzen Gangrades erfordert. In Motorsport-Dog-Getrieben sind diese auf dem Gangrad tauschbar ausgelegt, was die Kosten der Revision deutlich verringert.
Anders als beim synchronisierten Getriebe, bei dem langsame Schaltvorgänge die Lebensdauer erhöhen, muss der Schaltvorgang beim Dog-Box-Getriebe schnell vonstattengehen, um die Zähne nicht unnötig zu belasten.
Der Schaltvorgang an sich kann ohne Kupplung erfolgen, dazu muss nur kurz die Last vom Getriebe genommen werden; dies kann über das Steuergerät mit einer Lastunterbrechung bewerkstelligt werden oder durch simples Gaslupfen.
Vorteile dieses Getriebes sind die hohe Schaltgeschwindigkeit und (was gleichzeitig auch ein Nachteil ist) die Tatsache, dass der Gang immer eingelegt werden kann.
Nachteile sind der höhere Wartungsaufwand, etwas unkomfortablere Schaltvorgänge, klackende Geräusche bei Lastwechseln, die durch den bauartbedingten Raum zwischen den „Dog-Zähnen“ entstehen, und die Tatsache, dass der Gang immer eingelegt werden kann, was beim Verschalten (auch sogenannten „Moneyshifts“ z. B. 1-2-1 oder 4-1) schnell einen Motor durch Überdrehen beschädigen kann.

## Sequenzielles Getriebe
Hierbei sprechen wir von einem Dog-Box-Getriebe, welches durch eine Schaltwalze zum sequenziellen Getriebe aufgerüstet ist.
Sequenziell, also fortlaufend, steht hier jedoch nicht für die Anordnung der Gänge im Getriebe, sondern für die Reihenfolge der Gänge, wie sie geschaltet werden. Dies ist meist nicht ohne Weiteres bei einem Serien-H-Schaltgetriebe umbaubar.
Bei diesem Getriebetyp wird nicht mehr über das bekannte H-Profil geschaltet, welches bei Schaltseilen zwei Anlenkpunkte am Getriebe voraussetzt, sondern wie man es zum Beispiel aus der Rallye kennt, mit einfachem Drücken oder Ziehen des Ganghebels, welcher an einen Anlenkpunkt am Getriebe führt. Beim Bewegen des Hebels wird dabei die Schaltwalze im Getriebe, die Einfräsungen hat, mit denen die Schaltgabeln in ihre Position geschoben werden, immer ein Stück gedreht. Dabei erfolgt das Wählen der Gasse und das Einlegen des Ganges simultan. Das setzt voraus, dass die Fräsungen in der Walze absolut perfekt berechnet und gefertigt sein müssen, um dieses Zusammenspiel reibungslos auszuführen. Die Auslegung des Getriebes spielt dabei keine Rolle, z. B. 3-Wellen-Getriebe oder 2-Wellen-Getriebe mit Vorgelege etc. Die Schaltwalze ist auf jedes Getriebe abgestimmt.
Vorteil dieses Getriebe ist die sehr hohe Schaltgeschwindigkeit und dass Verschalter nicht möglich sind, da das Profil der Walze nur das Einlegen der Gänge nacheinander ermöglicht.
- R-N-1-2-3-4-5-6
- 6-5-4-3-2-1-N-R

Nachteile sind – ähnlich wie oben beim Dog-Box-Getriebe genannt – klackende Geräusche der Dog-Ringe bei Lastwechseln und Gangwechseln sowie der höhere Wartungsaufwand. Die Neutralposition ist nur durch Durchschalten des Getriebes erreichbar.
Zusätzlich lässt sich das Getriebe bei stehendem Motor nicht sauber schalten und das sollte vermieden werden, da Zahn-auf-Zahn-Stellungen verhindern können, dass der Gang eingelegt werden kann. So sieht man es oft, dass Rennwagen gerollt werden müssen, um die Gänge bei stehenden Motor durchschalten zu können, um in Neutral zu gelangen.
Sequenzielle Getriebe sind in den meisten Motorrädern verbaut.
Prinzipiell kann man sagen, dass eine leichte Kupplungsreibscheibe sich positiv auf das Schalterverhalten und den Verschleiß auswirkt, da die zu synchronisierende Masse abnimmt.
Es gibt auch sogenannte sequenzielle Shifter, welche die Funktion der Schaltwalze übernehmen und gerne mit Dog-Box-Getrieben gefahren werden. In diesen übernehmen speziell gefräste Scheiben die Aufgabe der Walze und ermöglichen so das Einlegen des Ganges über Ziehen und Drücken des Wahlhebels. Diese müssen für jeden Getriebetyp gefertigt werden und sind somit nicht universell. Nachteil hierbei ist, dass Ungenauigkeiten durch die Schaltseile entstehen und diese somit nicht so exakt schalten wie vollsequenzielle Getriebe. Der Einsatz eines sequenziellen Shifters in einem Getriebe mit Synchronringen ist prinzipiell möglich, macht aber wegen der benötigten Zeit der Synchronisierung keinen Sinn.
Die typischen summenden oder heulenden Geräusche von Renngetrieben kommen dabei von der im Rennsport genutzten Geradverzahnung, welche dort wegen der niedrigeren Verluste aufgrund der nicht vorhandenen Scherung der Schrägverzahnung genutzt wird.
Schrägverzahnungen sind sehr laufruhig und komfortabel, haben aber den Nachteil, dass dadurch auch eine axiale Last auf die Getriebewellen und das Gehäuse entsteht und durch oben genannte Scherkräfte die Effizienz etwas sinkt.
Je nach Auslegung des Getriebes sind die Wellen entweder durch Kegelrollenlager gelagert oder, wenn sich die Axialkraft gegenseitig aufhebt, auch gerne durch Kugellager. Der Einsatz von geradverzahnten Gangrädern lässt prinzipiell immer die Verwendung von Kugellagern zu.